# Gustav Kortüm
Gustav Kortüm (Groß-Methling, 14 giugno 1904 – Tubinga, 1º dicembre 1990) è stato un chimico tedesco.
Docente di chimica fisica all'università di Tubinga, è noto per il suo Lehrbuch der Elektrochemie (1948), tra i più importanti manuali di elettrochimica del XX secolo.